# Mohamed Bedredine
Mohamed Bedredine, né le 4 novembre 1918 à Philippeville (actuellement Skikda) en Algérie et décédé le 15 juillet 1989 à Rouen, est un homme politique français.